# Gabriel Charles Palmer-Buckle
Gabriel Charles Palmer-Buckle (Axim, 15 giugno 1950) è un arcivescovo cattolico ghanese, dall'11 maggio 2018 arcivescovo metropolita di Cape Coast.

## Biografia

### Formazione e ministero sacerdotale
Dopo essere entrato nel seminario di Koforidua, ha studiato presso la Pontificia Università Urbaniana dove ha conseguito una laurea in filosofia e un'altra in sacra teologia.
È stato ordinato sacerdote il 12 dicembre 1976 dal vescovo Dominic Kodwo Andoh.
Nel 1984 ha approfondito gli studi, conseguendo il dottorato in sacra teologia presso la Pontificia Università Salesiana di Roma.

### Ministero episcopale
Il 6 luglio 1992 papa Giovanni Paolo II lo ha nominato primo vescovo di Koforidua.
Ha ricevuto l'ordinazione episcopale il 6 gennaio 1993 dalle mani del pontefice nella Basilica di san Pietro in Vaticano, co-consacranti l'arcivescovo titolare di Vescovio Giovanni Battista Re e l'arcivescovo titolare di Bolsena Justin Francis Rigali.
Dal 1995 al 2003 è stato il primo vicepresidente di Caritas internationalis e il presidente della Caritas Africana.
Nel 2002 si è scusato a nome degli africani per il ruolo svolto dagli africani nella tratta degli schiavi.
Il 30 marzo 2005 lo stesso papa Giovanni Paolo II lo ha promosso arcivescovo metropolita di Accra. Ha ricevuto il pallio il 29 giugno successivo da papa Benedetto XVI.
Ha partecipato alla II assemblea speciale per l'Africa del sinodo dei vescovi nel 2009 e alla XIV assemblea ordinaria del sinodo dei vescovi nel 2015.
Nel 2016 è stato nominato vicepresidente della Conferenza dei Vescovi del Ghana.
L'11 maggio 2018 papa Francesco lo ha nominato arcivescovo metropolita di Cape Coast. Fino alla nomina del successore è stato amministratore apostolico di Accra.

## Genealogia episcopale e successione apostolica
La genealogia episcopale è:
- Cardinale Scipione Rebiba
- Cardinale Giulio Antonio Santori
- Cardinale Girolamo Bernerio, O.P.
- Arcivescovo Galeazzo Sanvitale
- Cardinale Ludovico Ludovisi
- Cardinale Luigi Caetani
- Cardinale Ulderico Carpegna
- Cardinale Paluzzo Paluzzi Altieri degli Albertoni
- Papa Benedetto XIII
- Papa Benedetto XIV
- Papa Clemente XIII
- Cardinale Enrico Benedetto Stuart
- Papa Leone XII
- Cardinale Chiarissimo Falconieri Mellini
- Cardinale Camillo Di Pietro
- Cardinale Mieczysław Halka Ledóchowski
- Cardinale Jan Maurycy Paweł Puzyna de Kosielsko
- Arcivescovo Józef Bilczewski
- Arcivescovo Bolesław Twardowski
- Arcivescovo Eugeniusz Baziak
- Papa Giovanni Paolo II
- Arcivescovo Gabriel Charles Palmer-Buckle

La successione apostolica è:
- Vescovo Joseph Kwaku Afrifah-Agyekum (2006)